# Berčevac
Berčevac (cyr. Берчевац) – wieś w Serbii, w okręgu pczyńskim, w gminie Preševo. W 2002 roku liczyła 19 mieszkańców.